# Velîki Kuskivți, Lanivți
Velîki Kuskivți (în ucraineană Великі Кусківці) este o comună în raionul Lanivți, regiunea Ternopil, Ucraina, formată numai din satul de reședință.

## Demografie
Componența lingvistică a comunei Velîki Kuskivți
     Ucraineană (98,91%)
     Alte limbi (1,1%)
Conform recensământului din 2001, majoritatea populației comunei Velîki Kuskivți era vorbitoare de ucraineană (98,91%), existând în minoritate și vorbitori de alte limbi.